# Greta Tallberg
Greta Kristina Katarina Tallberg, född 2 juli 1879 i Stockholm, död där 11 september 1947, var en svensk grafiker.
Hon var dotter till medaljgravören Bror Axel Santesson och Zelma Kristina Elisabet Sjöberg och från 1900 gift med konstnären Axel Tallberg samt mor till Lizzie Tallberg. Hon fick sin utbildning till grafiker av sin man. Hennes konst består av landskaps- och stadsmotiv.